# Nacionalni park Big Bend
Nacionalni park Big Bend (eng. Big Bend National Park) jedan je od 58 nacionalnih parkova smještenih u Sjedinjenim Američkim Državama.

## Zemljopis
Big Bend se nalazi na jugozapadu američke savezne države Teksas u okrugu Brewster. Više od 1.600 km rijeke Rio Grande (ili Rio Bravo del Norte) oblikuje međudržavnu granicu između Meksika i Sjedinjenih Američkih Država, a nacionalni park se proteže uz 393 km toga pograničnog područja.
Park obuhvaća dio toka rijeke Rio Grande, njene spektakularne kanjone Santa Elena, Mariscal i Boquillas, planine Chisos, Mariscal, Santiago i Carmen te pustinjsku visoravan Chihuahuan, a nalazi se na 600 do 1.350 metara nadmorske visine. Nacionalni park Big Bend je prostorno vrlo velik i dugačak, najmanje 100 km udaljen od najbližeg naseljenog mjesta.
Južno od granice i rijeke Rio Grande nalaze se meksičke države Chihuahua i novozaštićena područja biljnog i životinjskog svijeta Maderas del Carmen i Kanjon Santa Elena.

## Biljni i životinjski svijet
Velike visinske razlike u parku Big Bend pridonose izuzetnoj raznolikosti biljnih i životinjskih staništa. Neke vrste u parku, kao što je hrast Chisos, ne mogu se naći nigdje drugdje u Sjedinjenim Američkim Državama. Pojas vegetacije se proteže u pustinju uz potoke. 

### Biljni svijet
Biljni se svijet parka sastoji od 1.200 različitih vrsta biljaka među kojima i 60 vrsta kaktusa. Divlje cvijeće jarkih boja, poput pustinjskog nevena, cvjeta u proljeće. Ovo je stanište i stabala pustinjske vrbe i koprive kojima park obiluje.

### Životinjski svijet
U parku obitava 600 životinjskih vrsta i oko 3.600 vrsta kukaca. Neke od životinjskih vrsta su zečevi, klokanski štakori, kojoti, dugonosi šišmiši, pjegavi sivi sokol, rogati gušter (eng. horney toads) te više od 400 vrsta ptica, jedna vrsta supa s rasponom krila od 1,8 m, ptice trkačice ili zlatni orlovi. U višim se dijelovima Nacionalnog parka Big Bend skriva nekoliko desetaka planinskih lavova, a mrki medvjedi se kreću među liticama i po dolinama. Većina životinja su noćne životinje i teško ih je uočiti danju pogotovo u pustinji.

## Klima
Jesen i proljeće su obično topla i ugodna godišnja doba, ljeta su vruća, a temperaturne razlike između pustinje i Chisos Planine velike. Lipanj i srpanj su najtopliji mjeseci, a najviše padalina u poslijepodnevnim i predvečernjim satima padne od srpnja do listopada. Zime su blage, iako su moguća razdoblja hladnijeg vremena koje uključuje i sniježne padaline. Godišnja količina oborina iznosi oko 270 mm. Najveća godišnja prosječna temperatura se kreće oko 30°C, a najniža oko 12°C. Najveća temperatura se penje do skoro 39°C, a najniža je tek za tri desetine veća od 0°C.
| Klimatološki srednjaci za Nacionalni park Big Bend - Castolon, okrug Brewster, Teksas) | Klimatološki srednjaci za Nacionalni park Big Bend - Castolon, okrug Brewster, Teksas) | Klimatološki srednjaci za Nacionalni park Big Bend - Castolon, okrug Brewster, Teksas) | Klimatološki srednjaci za Nacionalni park Big Bend - Castolon, okrug Brewster, Teksas) | Klimatološki srednjaci za Nacionalni park Big Bend - Castolon, okrug Brewster, Teksas) | Klimatološki srednjaci za Nacionalni park Big Bend - Castolon, okrug Brewster, Teksas) | Klimatološki srednjaci za Nacionalni park Big Bend - Castolon, okrug Brewster, Teksas) | Klimatološki srednjaci za Nacionalni park Big Bend - Castolon, okrug Brewster, Teksas) | Klimatološki srednjaci za Nacionalni park Big Bend - Castolon, okrug Brewster, Teksas) | Klimatološki srednjaci za Nacionalni park Big Bend - Castolon, okrug Brewster, Teksas) | Klimatološki srednjaci za Nacionalni park Big Bend - Castolon, okrug Brewster, Teksas) | Klimatološki srednjaci za Nacionalni park Big Bend - Castolon, okrug Brewster, Teksas) | Klimatološki srednjaci za Nacionalni park Big Bend - Castolon, okrug Brewster, Teksas) | Klimatološki srednjaci za Nacionalni park Big Bend - Castolon, okrug Brewster, Teksas) |
| mjesec                                                                                 | sij                                                                                    | velj                                                                                   | ožu                                                                                    | tra                                                                                    | svi                                                                                    | lip                                                                                    | srp                                                                                    | kol                                                                                    | ruj                                                                                    | lis                                                                                    | stu                                                                                    | pro                                                                                    | godina                                                                                 |
| -------------------------------------------------------------------------------------- | -------------------------------------------------------------------------------------- | -------------------------------------------------------------------------------------- | -------------------------------------------------------------------------------------- | -------------------------------------------------------------------------------------- | -------------------------------------------------------------------------------------- | -------------------------------------------------------------------------------------- | -------------------------------------------------------------------------------------- | -------------------------------------------------------------------------------------- | -------------------------------------------------------------------------------------- | -------------------------------------------------------------------------------------- | -------------------------------------------------------------------------------------- | -------------------------------------------------------------------------------------- | -------------------------------------------------------------------------------------- |
| srednji maksimum, °C                                                                   | 19,5                                                                                   | 23,0                                                                                   | 27,8                                                                                   | 32,7                                                                                   | 36,8                                                                                   | 38,9                                                                                   | 38,2                                                                                   | 37,5                                                                                   | 34,9                                                                                   | 30,7                                                                                   | 25,1                                                                                   | 20,3                                                                                   | 30,5                                                                                   |
| srednja dnevna temperatura, °C                                                         | 9,9                                                                                    | 13,1                                                                                   | 17,9                                                                                   | 23,2                                                                                   | 27,5                                                                                   | 30,3                                                                                   | 30,6                                                                                   | 29,8                                                                                   | 27,2                                                                                   | 22,2                                                                                   | 15,5                                                                                   | 11,0                                                                                   | 21,5                                                                                   |
| srednji minimum, °C                                                                    | 0,3                                                                                    | 3,2                                                                                    | 8,0                                                                                    | 13,7                                                                                   | 18,1                                                                                   | 21,7                                                                                   | 22,8                                                                                   | 22,1                                                                                   | 19,4                                                                                   | 13,6                                                                                   | 5,8                                                                                    | 1,6                                                                                    | 12,5                                                                                   |
| oborine, mm                                                                            | 10,4                                                                                   | 9,0                                                                                    | 4,3                                                                                    | 10,5                                                                                   | 24,3                                                                                   | 33,7                                                                                   | 43,2                                                                                   | 34,0                                                                                   | 46,6                                                                                   | 32,8                                                                                   | 8,7                                                                                    | 12,1                                                                                   | 270,6                                                                                  |
| Izvor: Worldclimate.com, podaci za razdoblje 1947. – 1995.                             |                                                                                        |                                                                                        |                                                                                        |                                                                                        |                                                                                        |                                                                                        |                                                                                        |                                                                                        |                                                                                        |                                                                                        |                                                                                        |                                                                                        |                                                                                        |

## Geologija
Dio područja Nacionalnog parka Big Bend zbog rijetkog raslinja u području, što omogućava lako proučavanje i ispitivanje raznih slojeva, kao i složene geološke povijesti ovog područja, što predstavlja izazov za studente i istraživače iz cijelog svijeta, smatra se rajem za geologe.

No nisu svi dijelovi parka takav raj. Neki od njih predstavljaju noćnu moru za istraživače. Brojnost, raznovrsnost i kompleksnost vidljivih izdanaka stijena je zapanjujuća, pogotovo za one koji dolaze prvi puta. Park obiluje od 500 milijuna godina starih stijena i kamenja, do u današnje vrijeme vjetrom oblikovanih pješčanih dina oko kanjona Boquillas. Geološke formacije u Big Bendu pokazuju zapanjujuće taloženje različitih slojeva tijekom ogromnog vremenskog razmaka.

Prva su izvješća o geologiji Big Benda dali rani istraživači i pustolovi koji su istraživali područje 1800-ih. Naknadne studije brojnih istraživača iz 20. stoljeća, omogućile su da danas možemo rekonstruirati složenu geološku povijest Nacionalnog parka Big Bend.
Tijekom najmanje 200 milijuna godina dugog vremenskog perioda, koje je završilo prije otprilike 300 milijuna godina u doba paleozoika, duboki se ocean protezao do današnjih saveznih država Arkansas i Oklahoma i područja Big Benda na zapadu Teksasa. S visoravni na sjeveru nakupljali su se sedimenti u obliku slojeva šljunka, pijeska i gline. Vremenom su ovi slojevi postali pješčenjaci i razni oblici škriljevca. Prije otprilike 300 milijuna godina ovi su slojevi sudarom kontenenata istisnuti prema gore stvarajući Ouachita planine. Naknadne erozije u razdoblju većem od 160 milijuna godina dovele su do toga da su na nekim mjestima vidljivi sami korijeni planina.
Za vrijeme krede, prije oko 135 milijuna godina, na područje parka je prodrlo toplo, plitko more uzrokujući taloženje vapnenca, mulja i ostataka morskih organizama poput školjki i puževa. Ti su vapnenački slojevi danas vidljivi diljem parka Big Bend, a obuhvaćaju strmine Santa Elene, Mariscal, kanjona Boquillas, lanac planina Sierra del Caballo Muerto i litice Sierra del Carmen u meksičkoj Coahuili, koje se nadvijaju nad naseljem Rio Grande Village. Prije otprilike 100 milijuna godina plitko se more postepeno povlači da današnjeg Meksičkog zaljeva. Ostaci pješanih i glinenih nasla koje su tvorile obalu toga mora danas se nalaze u nizini planine Chisos. Ovi ostaci sadrže nalazišta fosilnih ostataka školjki kamenica, divovskih rakova, glavonožaca amonita, raznih riba i morskih reptila. U priobalnom području se mogu naći ostaci okamenjenog drveča, fosili kornjača i krokodila od kojih je jedan gotovo 15 metara dug. Dalje se prema unutrašnjosti mogu naći fosilni ostaci raznih dinosaura. Vjerojatno najveće fosilno blago Nacionalnog parka Big Bend je fosil divovskog letećeg reptila Quetzalcoatlus northropi čiji je raspon krila bio preko 10 metara. Replika kostiju jednog krila danas je izložena u posjetiteljskom centru parka.
Sljedeće veliko uzdizanje planina se dogodilo krajem razdoblja krede. Taj pritisak na tlo, koji je započeo u Kanadi, postupno se preselio na jug, podižući sedimente Stjenjaka, čiji južni završetak čini planina Mariscal u parku Big Bend. Tijekom kasnog tercijara i prelaska u kvartar događa se sljedeća tektonska aktivnost u parku a prije otprilike 2 milijuna godina u područe današnjeg parka prodire rijeka Rio Grande i uzrokuje eroziju te dubi današnje kanjone.

## Povijest
Prvotni stanovnici područja današnjeg nacionalnog parka su bili indijanci plemena Chisos čije podrijetlo nikad nije razjašnjeno. Ovi su indijanci živjeli u plemenu kao lovci nomadi i sakupljači koji su se vjerojatno tijekom sezone bavili i poljodjelstvom. Jezično su bili povezani s Conchos indijancima iz sjeverne i sjeverozapadne Chihuahue. 
Prvi Eurpljani dolaze u ovo područje oko 1535. godine s prvim španjolskim istraživačima ovog dijela Sjeverne Amerike. Istraživač Alvar Núñez Cabeza de Vaca je prvi prošao područjem Big Benda a slijedili su i druge ekspedicije. Neke su ekspedicije bile u potrazi za zlatom, srebrom ili plodim zemljištem za gradnju farmi i rančeva, druge, poput franjevačkih misionara su imali namjeru otvaranja centara za pokrštavanje domiclinog stanovništva. U pokušaju da zaštite sjeverne granice Nove Španjolske, od koje je nastao današnji Meksiko, duž rijeke Rio Grande je 1700-ih izgrađen niz utvrda. Utvrda de San Vicente je izgrađena u blizini današnjeg gradića San Vicente, a utvrda de San Carlos je izgrađena u blizini današnjeg gradića Manuel Benavides u meksičkoj Chihuahui. Neke od tih utvrda su zbog financijskih poteškoća i nemogućnosti zaustavljanja indijskih upada u Meksiko, ubrzo napuštene, a vojnici i doseljenici su selili u druge, novije obližnje utvrde.
Područje današnjeg parka je nakon odcjepljenja od Španjolske 1821. godine postalo dio Meksika, a tijekom druge polovice 19. stoljeća, nakon odcjepljenja Teksasa, uz domicilne Meksikance, ovo područje nastanjuju i anglo-saksonski doseljenici. Nakon Američko-meksičkog rata, koji je završio 1848., izgrađene su vojne pogranične utvrde čija je zadaća bila spriječiti naseljavanje područja Indijancima. Značajan dio ovih vojnika bili su potomci afričkog roblja. Prvi Amerikanac afričkog podrijetla koji je diplomirao na vojnoj akademiji West Point bio je poručnik Henry Flipper, koji je koncem 19. stoljeća službovao u teksaškom naselju Shafter smještenom uz cestu Presidio - Marfa, zapadno od Nacionalnog parka Big Bend. Oko 1880. područje parka naseljavaju rančeri pa već 1900. zauzimaju veći dio ovog područja no pašnjaci su ubrzo ostali bez trave. Krajem 19. i početkom 20. stoljeća, nakon otkrića vrijednih nalazišta minerala, područje masovnije naseljavaju novi doseljenici koji su se zapošljavali u rudnicima ili opskrbi rudnika poljoprivrednim proizvodima i potrebnom drvnom građom. Osnivanje naselja Boquillas i Terlingua posljedica je naseljavanja te radne snage.
1930-ih godina probudila se svjest ljudi i osjetila potreba da se ovo područje jedinstvenog kontrasta i ljepote očuva za buduće generacije, pa je teksaška zakonodavna vlast 1933. godine donijela zakon za uspostavu Canyons Texas State Park, a nešto kasinje iste te godine park je dobio naziv Državni park Big Bend. Kongres Sjedinjenih Američkih Država 1935. godine je donio zakon kojim se omogućavalo stjecanje vlasništva nad zemljištem za osnutak nacionalnog parka pa je konačno 12. lipnja 1944. utemeljen današnji Nacionalni park Big Bend. Za javnost je otvoren 1. srpnja 1944. godine.

## Vanjske poveznice
- Mapa Nacionalnog parka Big Bend (PDF)

## Ostali projekti
|  | Zajednički poslužitelj ima stranicu o temi Nacionalni park Big Bend    |
|  | Zajednički poslužitelj ima još gradiva o temi Nacionalni park Big Bend |